# منبه (مادة)

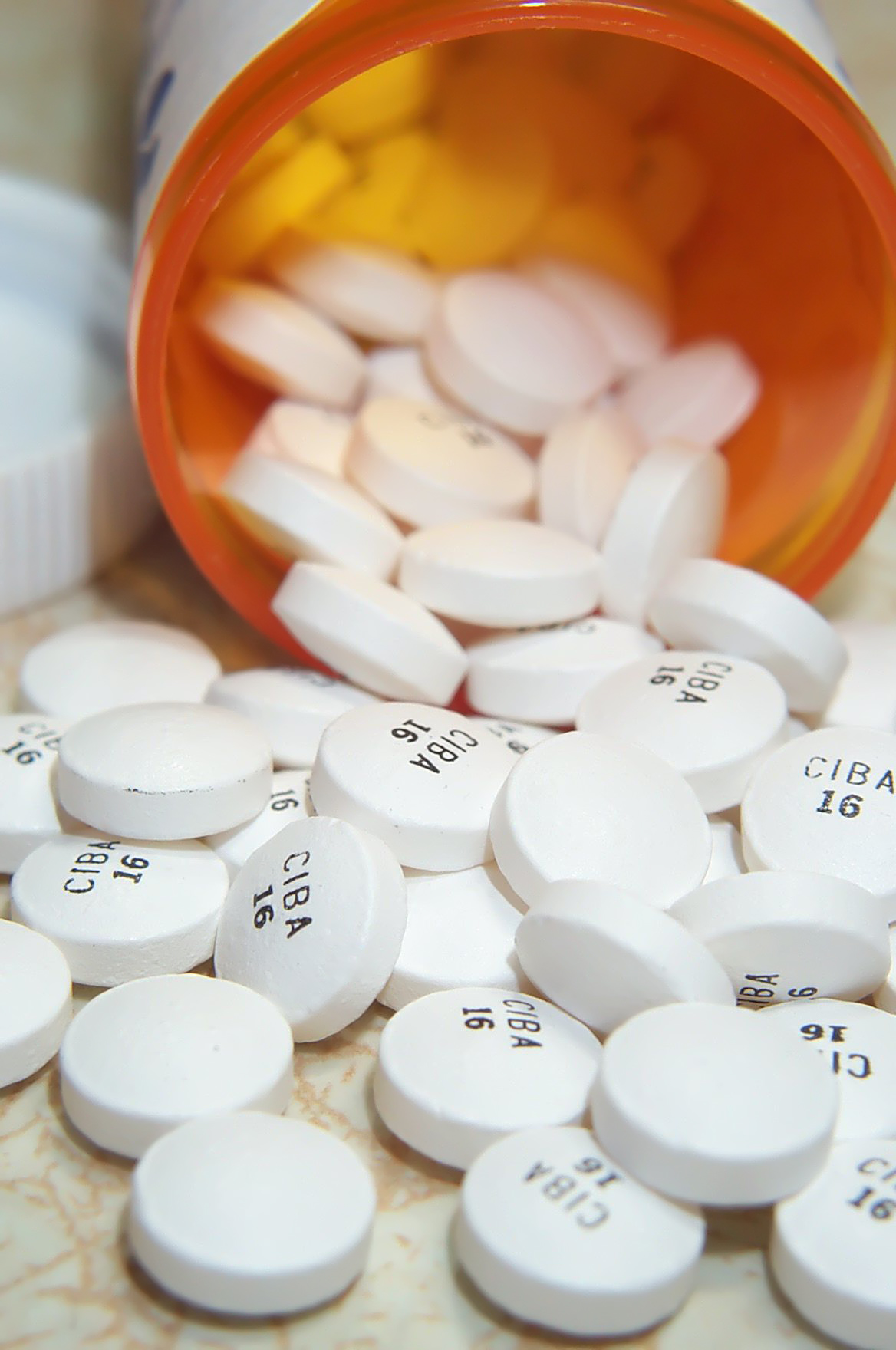
أقراص ريتالين مستديمة 20 ملغ

المنبه هو مصطلح شامل يشمل جميع العقاقير التي لها تأثير منبه للجهاز العصبي المركزي وللجسم؛ بالإضافة إلى العقاقير التي لها تأثير مبهج أو العقاقير المحاكية للجهاز العصبي الودي.
تستخدم بعض العقاقير المنبهة ضمن المنشطات من بعض الرياضيين لزيادة نشاط العضلات أو الكفاءة البدنية أو لتحقيق إنجاز رياضي بطرق غير مشروعة.

## أضرار المنبهات
المنبه يسبب اضرارا صحية مع الاستمرار على تعاطيه، فالمنبهات هي الأدوية التي تحفز بها وظائف الجسم ولكنها حاليا وبالتحديد المواد التي تنشط المخ والجهاز العصبي المركزي.هذ التنشيط يولد الانتباه وارتفاع المزاج واليقظة وتقلل الشهية وتزيد الحركة.وقليلا ما تستخدم كعلاج.لكن سوء استخدامها شائع بين الرياضيين. فالمنشطات تعمل علي تنبيه الجهاز العصبي المركزي يمكن للمنبهات أن تحسن قدرة الجسم على التدريب والتنافس إلى أعلى المستويات. كما أنها تقلل من الشعور بالإعياء المرتبط بالتدريب والوقت المطلوب للتعافي بعد المجهود البدني. المنبهات تسبب الإدمان وتظهر نشاطا زائفا ومع كثرة تعاطيها تسبب ضمور العضلات ولا يسترد اللاعب قوته. ويتجنب اللاعب شرب مشروبات الكولا والشاي والقهوة والشوكولاتة والكاكاو لأن بها كافيين وهو من المنبهات ومدر للبول مما يصيب اللاعب بالجفاف. وطريق التدريب أحسن لكن بعض الرياضيين يتعجلون. وهذه المنبهات قد تهدر مجهودهم عندما يكشف عنها عند الفحص الطبي في البطولات.
و بدأِ من أوائل التسعينات توقفت معظم شركات الدواء العالمية عن إنتاج هذة المركبات وهنا ظهر الخطر الجديد فقد بدأ استخدام الاسترويدات البنائية الاندروجينية المنتجة للاستخدام الحيوانى بواسطة الرياضيين كما ظهرت صناعة كاملة لالاسترويدات البنائية الاندروجينية المزيفة ومع تطور الحاسبات والماسحات الضوئية امكن بسهولة بالغة تقليد اغلفة وزجاجات هذة المركبات كما هو الحال الآن أيضا مع ادوية أخرى مثل الفياجرا والسياليس بحيث تحتوى هذة الأقراص أو الامبولات المزورة على أي مركب بدأِ بالنشا أو بدرة التلج أو الزيوت النباتية وانتهاء بمواد شديدة السمية

## أضرار أدوية بناء العضلات
هذه المركبات لها العديد من الاعراض الجانبية بداية من حب الشباب وحتى سرطان الكبد. أغلب الأعراض يمكن أن تختفى مع توقف التعاطى إلا أن بعضها دائم.و توضح الأبحاث ان أكثر من 85٪ من المتعاطين يعانون من واحد أو أكثر من هذة الاعراض الجانبية والتي تشمل ضمور الخصيتين الذي يصيب 50٪ من المتعاطين وارتفاع ضغط الدم الذي يصيب 34٪ منهم

### الأثر على الوظائف الجنسية والانجابية
تعاطى الرجال لهذه المركبات يؤدى إلى تدنى القدرة على الإنجاب حيث يؤدى إلى تدني هرمونات الغدة النخامية المسؤلة عن تحفيز الخصية لإنتاج الحيونات المنوية ويؤدى ذلك لعدم القدرة على إنتاج الحيوانات المنوية وضمور الخصية الذي قد يكون دائم في الكثير من الحالات بينما يمكن علاجة في بعض الحالات وكثيرا ما يصاحب تعاطى لاسترويدات البنائية تراجع في النشاط الجنسى وكبر في حجم الثدى
اما في النساء فيقل حجم الثدى وتقل دهون الجسم ويزداد حجم البظر يزداد نمو شعر الجسم يزداد الصوت غلظة ويحدث اضطراب للدورة الشهرية

### الأثر على الجهاز الحركي
من المعروف ان بدأ افراز الهرمونات الجنسية في بداية سن البلوغ يؤدى لبدأ طفرة النمو في العظام وعندما يبلغ مستوى هذة الهرمونات حدا معينا تتوقف العظام عن النمو فيبقى كل شخص على أقصى طول طبقا لصفاتة الوراثية وتعاطى الاسترويدات البنائية يؤدى إلى قصر القامة إذا تناولت قبل تمام البلوغ لانها توقف مناطق النمو في العظام في مرحلة مبكرة، وعلى الرغم من الاثار البنائية لهذة المركبات على العضلات والعظام إلا أن لها اثرا سلبيا على الانسجة الضامة بالجسم مما يجعل الرياضين أكثر عرضة للاصابات الشديدة في الاربطة والمفاصل والأوتار

### الأثر على دهون الدم
تعاطى هذه المركبات يؤدى إلى نقص في مستوى الدهون البروتينية عالية الكثافة وارتفاع في الدهون البروتينية منخفضة الكثافة مما يؤدى لترسب الكولسترول في الاوعية الدموية وحدوث تصلب الشرايين في سن مبكر

### الأثر على القلب والاوعية الدموية
تعاطى هذه المركبات يؤدى إلى ارتفاع في ضغط الدم كما يؤدى لتضخم في عضلة القلب شانها شأن باقى عضلات الجسم أو نتيجة لارتفاع ضغط الدم وقد يؤدى ذلك لقصور الشريين التاجية والتعرض لجلطات في القلب أو المخ حتى في الرياضين تحت سن الثلاثين بسبب تصلب الشرايين وزيادة تجلط الدم في الاوعية الدموية نظرا لزيادة اعداد كرات الدم الحمراء مما قد يؤدى للوفاة المفاجئة في بعض الحالات

### الأثر على الكبد والجلد
تعاطى الاسترويدات البنائية وخاصة التي تأخذ عن طريق الفم يؤدى لتدهور في وظائف الكبد المتمثل في ارتفاع انزيمات الكبد وحدوث الصفراء كما أنها قد تؤدى إلى حدوث أورام الكبد الحميدة أو الخبيثة أو تكوين أكياس دموية التي قد تحدث نزيف داخلى.
حب الشباب، البشرة وفروة الشعر دهنية هي أهم الاعراض الجانبية في الجلد وذلك بالإضافة للصلع المبكر في الرجال والنساء

### العدوى
بعض المركبات تصنع بطرق غير قانونية وبدون تعقيم كافى وبعض المتعاطين يستخدمون ابر غير معقمة في الحقن وتؤدى هذه العوامل إلى الإصابة بالميكروبات المختلفة أخطرها الالتهاب الكبدى بفيرس ب وج الإصابة بفيروس متلازمة نقص المناعة المكتسبة المعروفة بالايدز كما يمكن ان يصابوا بالالتهاب في الانسجة المبطنة لجدار القلب ممايعرضهم لخطر الوفاة أو الإصابة بالخراريج في أماكن الحقن على اقل تقدير

### الأثر على السلوك
بعض الدراسات أثبتت أن هذه المركبات وخصوصا الجرعات الكبيرة تؤدى إلى التوتر والعنف كالسرقة والشجار وأن هذه الاثار مرتبطة بتعاطيهم للستيرويدات. بعض الباحثين أثبتوا أن السبب في هذه التصرفات ليس الاثر المباشر للستيرويدات على المخ ولكن لان المتعاطين يتأثرون بوسائل الاعلام التي تربط بين تعاطى الستيرويدات والعنف. ويرتبط أيضا تعاطى لاسترويدات البنائية بالإحساس بالنرجسية والزهو بالنفس وتعظيم الذات وعدم القدرة على التواصل مع الاخرين.

## وظائف هرمون الذكورة

### وظائف تذكيرية
مثل تكون ونمو الاعضاء التناسلية في الذكور وكذلك ظهور واستمرارمظاهر الذكورة الثانوية وقت البلوغ والتحكم في مستوى الرغبة الجنسية وحدوث الانتصاب ونمط السلوك الذي يميز الرجال وتكون الحيوانات المنوية والمني

### وظائف بنائية
تتمثل في المساعدة في بناء العضلات والعظام. وهذه الوظائف البنائية ترجع إلى زيادة اختزان النيتروجين بالخلايا مما يساعد على دخول الأحماض الامينية والتي تعتبر لبنات بناء البروتينات وبالتالى زيادة حجم الخلايا العضلية دون زيادة عددها وكذلك نمو وتشكيل العظام وزيادة الشهية للاكل وتحفيز النخاع العظمى لإنتاج كرات الدم الحمراء.

## تاريخ أدوية بناء العضلات
ادوية بناء العضلات ستيرويد ابتنائي هي المركبات المصنعة المشتقة من هرمونات الذكورة يتم فيها تعديل جزيئات هرمون الذكورة بحيث تزيد اثارها البنائية على اثارها الذكورية
وقد تم اكتشافها عن طريق الصدفة في بداية الثلاثينات من القرن الماضى بواسطة العلماء الالمان ولكن لم تحظ بالاهتمام العلمى الا في عام 1954 عندما نشر العلماء الروس بحثاً يصف الخواص البنائية لهذة المركبات وتاثيرها على زيادة القدرة الرياضية في الرياضات التنافسية مما أدى إلى سرعة انتشار استخدام هذه المركيات بين الرياضيين بهدف زيادة الكتلة العضليه وخاصة في الرياضات التي تتطلب زيادة في حجم العضلات وقوتها مثل رفع الاثقال وكمال الأجسام والمصارعة لكن سرعان ما امتد استخدام هذة المركبات للرياضات الأخرى مثل السباحة والدراجات والعاب القوى ا.

## طرق الكشف عن المنشطات
و هناك طرق عديدة لكشف تعاطي المنشطات منها:
- تحليل البول (التحليل الضوئي والاشعاعي) لكشف بقايا المنشط.
- تحليل الدم.
- تحليل بصيلات الشعر.

والمنشطات بصفة عامة نجدها المنبهه للجهاز العصبي المركزي والمهدئة للجهاز العصبي المركزي (بالإنجليزية: Narcotics)‏ والعقاقير التي ترفع كفاءة الدورة الدموية والجهاز الدوري كحاصرات بيتا والهرمونات البنائية (بالإنجليزية: Anabolic steroids)‏ والهرمونات الببتيدية (بالإنجليزية: Peptide Hormones)‏ كهورمون النمو البشري (HGH) ومعزز تكون كريات الدم الحمراء (EPO) وهي عبارة عن مواد ينتجها الجسم للتحكم في وظائف معينة كالنمو وإنتاج خلايا الدم الحمراء وزيادة حجم وقوة العضلات وتحسين قدرة الدم على حمل الأكسجين ومن ثم قدرة الرياضي على القيام بتدريبات أشق لفترات أطول. وهناك المدررات للبول Diuretics لطرد السوائل من الانسجة وتخفيض الوزن في الألعاب التي تتطلب فئات وزنية معينة (الملاكمة، الاثقال، المصارعة) أو لطرد المواد المنشطة من الجسم حتى لا تظهر خلال الفحص الطبي في البطولات الأولمبية. وتؤدي إلى الضعف العام. والجفاف والتيبس.

## والعقاقير المنبهه للجهاز العصبي المركزي أهمها
-الأمفيتامين(بالإنجليزية: Amphetamine)‏ عرف عام 1930 كدواء للشم لعلاج احتقان الأنف والزكام. وفي سنة 1937أنتج الأمفيتامين كأقراص لعلاج النوم وكان المحاربون في الحرب العالمية الثانية يتناولونه للتغلب علي الإجهاد ويظلون يقظين.وفي 1960 شاع استعمال الأمفيتامين بين سائقي الشاحنات ليظلوا يقظين في المسافات الطويلة وللتخسيس واقبل عليه الرياضيين لتحسين أدائهم وتحمل التمارين الشاقة. وتأثير الأمفيتامين يشبه تأثير الكوكايين ولاسيما مثيا أمفيتامين (بالإنجليزية: methamphetamine)‏. لكن مفعوله أبطأ وتأثيره أطول علي الجهاز العصبي المركزي. ومع طول التعاطي يولد حالة شيزوفرانيا (بالإنجليزية: schizophrenia)‏
-الكوكايين (بالإنجليزية: Cocaine)‏ يعتبر أشد المنشطات الطبيعية. ويستخلص من أوراق نبات الكوكا الذي ينمو في أمريكا الجنوبية حيث يمضغه الأهالي أو يضعونه مع الشاي ويشربونه للانتعاش والتغلب علي التعب. وكانت مادة الكوكايين النقية قد عزلت عن النبات عام 1880 وكانت تستعمل كمخدر موضعي في جراحات العين والأنف والحلق لأن هذه المادة تضيق الأوعية الدموية وتمنع النزيف. وحاليا لايستعمل الكوكايين في العلاج. والكوكايين مسحوق أبيض ويضاف مسحوق السكر له أو مادة الليدوكايين lidocaine المخدرة موضوعيا لتخفيفه ولغشه. والكوكايين هيدروكلوريد يستنشق كمسحوق أو يذاب في الماء للحقن بالوريد أو يدخن ويعطي تأثير الحقن عبر الرئة. والذين يدخنون الكوكايين يعانون من قصر التنفس وآلام صدرية مبرحة نتيجة جرح الرئة ونزيفها.والكوكايين يصل المخ في مدي 3- 5 دقائق وبالوريد في 15 – 30 ثانية.
- القات (بالإنجليزية: Khat)‏ عبارة عن الأوراق الصغيرة التي تقطف من شجيرة القات. وتستهلك حيثما يزرع نبات القات في شرق أفريقيا وشبه الجزيرة العربية. فيمضغ للتغلب علي التعب ويقلل الشهية والإدمان عليه قد يسبب الهلوسة. والقات به كيماويات أهمها الكاثينون، cathinone والكاثين cathine. وعندما تعمر الأوراق تتحول مدة الكاثينون إلي كاثين ويقل تأثيرها المنشط.
- الكافيين - (بالإنجليزية: Caffeine)‏ مادة منشطة خفيفة حيث تجعل الشخص يقظا ومنتبهاً. ويعتبر الشاي والقهوة ومشروبات الكولا أهم مصادر الكافيين. ويمكن شراءه أقراصًا. وفنجان القهوة به من 65 – 115 ملليجرام مادة الكافيين وفنجان الشاي به 60 ملليجرام كافيين وزجاجة مشروب الكولا بها 30 – 60 ملليجرام كافيين. والإفراط في تناول الكافيين يسبب القلق والصداع والأرق. كما أنه يسبب الإدمان 
-الأفدرين (بالإنجليزية: Ephedrine)‏ مادة تستخدم كمنبه وتوسع للقصبات الهوائية. ويستخدمها الرياضيون لزيادة التحمل في العاب البطولة.

## الكافيين
الكافيين في الكولا والشاي والقهوة منشطات. لكن الكولا تسبب هشاشة العظام لوجود حامض الفوسفوريك الذي يرسب الكالسيوم ويمنع امتصاصه بالأمعاء
وبصفة عامة تعطي المنشطات اللاعب قدرة أكبر على المنافسة لفترات أطول كما تقلل من الشعور بالتعب وتساعد في خفض الوزن. إلا أنها تسبب ارتفاع ضغط الدم ونشوء النزعة العدوانية والشعور بالقلق والتسبب في الإدمان وفقدان الشهية وزيادة وعدم انتظام ضربات القلب وحدوث آلام بالصدر وصداع والشعور بخفقان. لأن تاثيرها مباشر على الجهاز العصبي المركزي. فيفقد اللاعب القدرة على التركيز مما بعرضه إلى الحوادث وعدم القدرة على اتخاذ القرار.

## النيكوتين
النيكوتين هو التركيب الكيميائي النشط في التبغ والذي يتوفر في أشكال كثيرة، بما في ذلك السجائر، السيجار، مضغ التبغ، رقع النيكوتين وعلكة النيكوتين. يستخدم النيكوتين على نطاق واسع عالمياً بسبب مفعوله المنشّط.

## الاختبار
يمكن اختبار وجود المنشطات في الجسم عن طريق إجراءات متعدّدة. المصل والبول هما المصادر المشتركة لاختبار المواد المستخدمة. كما أن اللعاب يمكن أن يستخدم أحياناً للاختبار.